# Adolfo Pajares
Adolfo Pajares Compostizo (Torrelavega, 26 de marzo de 1937 - Santander, 13 de mayo de 2020) fue un político y empresario español. Ha sido el presidente del Parlamento de Cantabria que más tiempo ha permanecido en el cargo (1990-1999).

## Biografía
A los veintitrés años accedió a una concejalía del Ayuntamiento de Torrelavega, siendo este su primer cargo político. Participó junto con Alfonso Osorio en la fundación de Unión Democrática, partido que posteriormente quedaría integrado en Unión de Centro Democrático (UCD). En 1977 fue nombrado gobernador civil de Palencia por el Gobierno de UCD, cargo del que dimitió dos años después, en 1979.
En 1982 se afilió a Alianza Popular, convirtiéndose en portavoz del Grupo Parlamentario Popular desde 1983 hasta 1987.
Accedió a la presidencia del Parlamento de Cantabria el 3 de febrero de 1990, después de que su predecesor, Eduardo Obregón, presentara la dimisión. Posteriormente fue reelegido presidente tras las elecciones autonómicas de 1991 y 1995, ocupando el cargo hasta el 8 de julio de 1999, fecha en la que fue sustituido por Rafael de la Sierra.
Falleció a los ochenta y tres años el 13 de mayo de 2020.